# Gómara
Gómara è un comune spagnolo di 448 abitanti situato nella comunità autonoma di Castiglia e León.